# 高雄市左營區新莊國民小學
高雄市左營區新莊國民小學，簡稱新莊國小，是位於中華民國高雄市左營區的市立國民小學，於1954年8月創校至今。

## 校史
- 1951年9月，創立鼎金國民學校新莊分部
- 1952年11月，改為舊城國民學校新庄仔分部
- 1954年8月，獨立為新莊國民學校
- 1968年8月，實施九年國民義務教育，更名為新莊國民小學
- 1996年2月，第一、二期校舍計畫興建
- 2004年8月，第三期校舍計畫興建
- 2025年2月，至真樓重整加固修建

## 校舍
- 至真樓
- 至善樓
- 至美樓
- 至誠樓
- 新莊樓
- 舊新莊樓（現為高雄市國民教育輔導團）

## 歷任校長
| 任次         | 歷任校長          | 起訖時間             |
| ------------ | ----------------- | -------------------- |
| 首任校長     | 劉禮群 女士       | 1954年9月至1966年8月 |
| 第二任校長   | 張裕光 先生       | 1966年9月至1972年1月 |
| 第三任校長   | 高顯揚 先生       | 1972年2月至1975年8月 |
| 第四任校長   | 柯存德 先生       | 1975年9月至1978年8月 |
| 第五任校長   | 賴振輝 先生       | 1978年9月至1982年8月 |
| 第六任校長   | 梁儀濱 女士       | 1982年9月至1992年1月 |
| 第七任校長   | 蔡德旺 先生       | 1992年2月至1996年1月 |
| 第八任校長   | 黃蕙芬 女士       | 1996年2月至2004年7月 |
| 第九任校長   | 邱進福 先生       | 2004年8月至2012年7月 |
| 第十任校長   | 林清玉 先生       | 2012年8月至2015年2月 |
| 第十一任校長 | 黃錦和 先生(代理) | 2015年3月至2015年7月 |
| 第十二任校長 | 陳郁汝 女士       | 2015年8月至2023年7月 |
| 第十三任校長 | 劉瑞政 先生       | 2023年8月迄今        |

## 外部連結
- 官方网站 （繁體中文）
- 高雄市新莊國小在高雄市政府教育局的介紹頁面 （繁體中文）